# Dervy Vilas
Dervy Vilas (* 12. Oktober 1933 in Montevideo, Uruguay; † 30. Oktober 2019) war ein uruguayischer Schauspieler, Dramaturg und Theaterregisseur.
Vilas schloss 1962 erfolgreich eine Ausbildung an der Escuela de Arte Dramático des El Galpón ab. In der Folge betätigte er sich als Schauspieler sowohl auf der Bühne des El Galpón als auch in diversen unabhängigen Theatergruppen. Von 1964 bis 1969 gehörte er zudem dem dortigen Autoren-Seminar an. 1968 gab er das Schauspielfach zugunsten der Theaterregie auf. Im selben Jahr zeichnete er mit Omar Grasso für die Inszenierung Lorenzaccio in Montevideo verantwortlich, die als beste Adaption des Jahres ausgezeichnet wurde. Zudem war er seit 1969 als Dozent für Darstellende Kunst sowohl am El Galpón als auch am Teatro de la Gaviota und dem Teatro Circular tätig. Seine Stücke wurden überwiegend in Montevideo und dem uruguayischen Landesinneren aufgeführt. Für sein 1991 auch in Argentinien gezeigtes ¡Ay, Carmela! wurde er im selben Jahr auf dem Internationalen Festival in Miami ausgezeichnet. Bereits ein Jahr zuvor war er beim Theaterfestival im brasilianischen Rio Grande ebenfalls als bester Regisseur prämiert worden. 